# Ranunculus pratensis
Ranunculus pratensis là một loài thực vật có hoa trong họ Mao lương. Loài này được C.Presl miêu tả khoa học đầu tiên năm 1822.